# Парнамирин (Пернамбуку)
Парнамирин (порт. Parnamirim) — муниципалитет в Бразилии, входит в штат Пернамбуку. Составная часть мезорегиона Сертан штата Пернамбуку. Входит в экономико-статистический  микрорегион Салгейру. Население составляет 19 214 человека на 2007 год. Занимает площадь 2608 км².
Праздник города — 1 июля.

## История
Город основан 25 мая 1870 года.

## Статистика
- Валовой внутренний продукт на 2005 год составляет 52 904 тысяч реалов (данные: Бразильский институт географии и статистики).
- Валовой внутренний продукт на душу населения на 2005 год составляет 2695 реалов (данные: Бразильский институт географии и статистики).
- Индекс развития человеческого потенциала на 2000 год составляет 0,665 (данные: Программа развития ООН).

## География
В соответствии с классификацией Кёппена, климат относится к категории BShW.